# Melos (Zeitschrift)

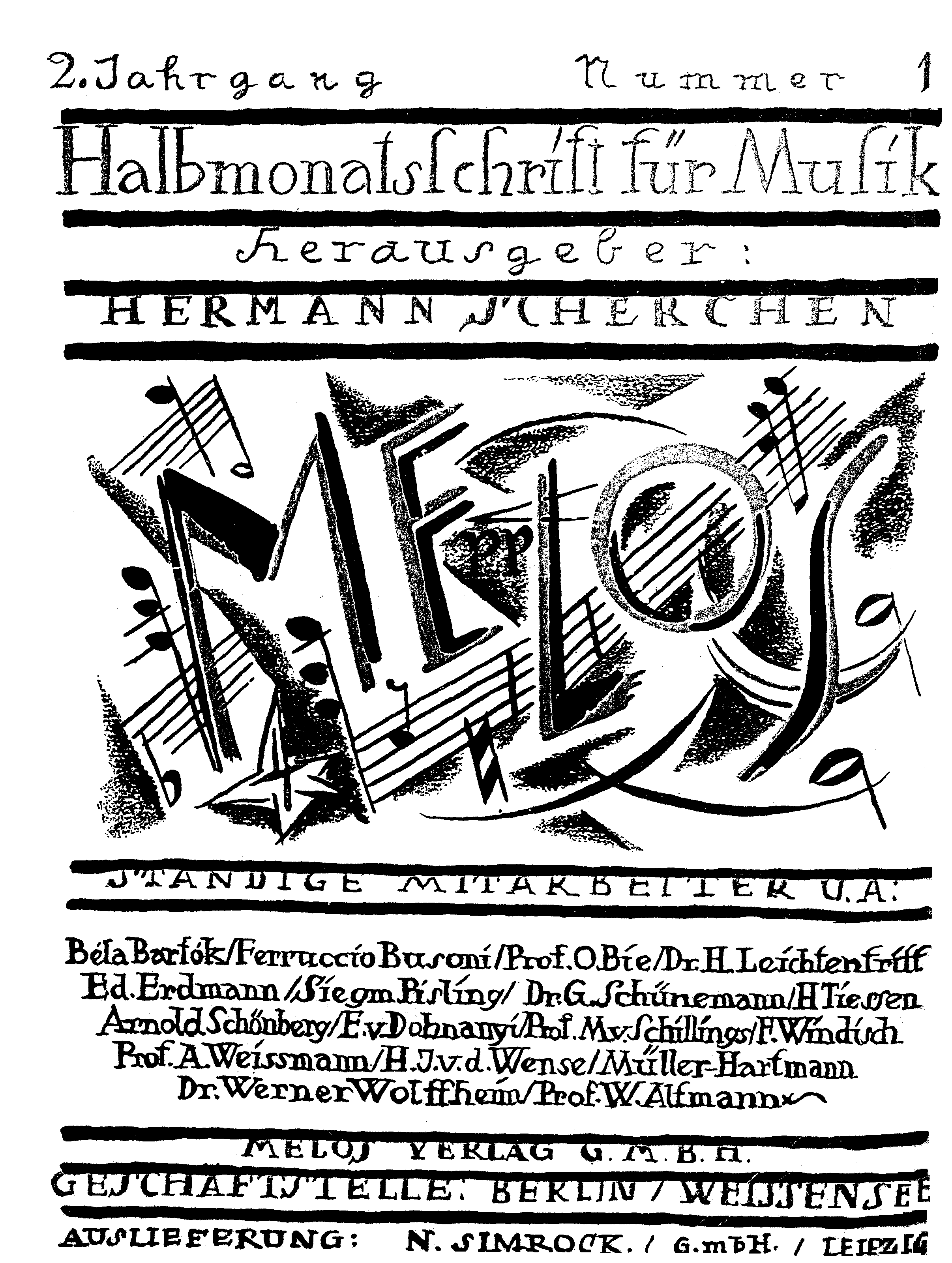
Titelseite von Melos, 2. Jahrgang, Nr. 1, 1921

Melos war eine deutschsprachige Musikzeitschrift. Sie wurde im Februar 1920 von dem Dirigenten Hermann Scherchen als Organ der 1918 gleichfalls von Scherchen gegründeten Neuen Musikgesellschaft ins Leben gerufen. 

## Geschichte
Das zentrale Thema der Zeitschrift bildete die zeitgenössische Musik. Ihr Hauptanliegen war die Vermittlung der Ideen des musikalischen Expressionismus an ein breites Publikum. Dabei war ein interdisziplinärer Ansatz angestrebt, der auch die Berührung mit anderen Künsten einbezog. Als Anregung dienten eine 1917 in St. Petersburg erschienene gleichnamige russischsprachige Zeitschrift und die ab 1919 von der Universal Edition herausgegebenen, insbesondere dem Werk Arnold Schönbergs und seinem Kreis gewidmeten Musikblätter des Anbruch.
Scherchen übergab 1921 die Redaktion an Fritz Fridolin Windisch. Die anfangs halbmonatlich erscheinende Zeitschrift erschien nunmehr monatlich, ab August 1922 bis 1924 wurde das Erscheinen aufgrund der Inflation gänzlich eingestellt. 
Ab 1924 gab Hans Mersmann die Zeitschrift heraus, wobei unter anderem Themen wie Jazz und elektroakustische Musik Aufnahme fanden. Ab Ende 1926 konnte die bislang unsichere Verlagssituation durch Anbindung an den Schott-Verlag stabilisiert werden. 1933 übernahm der bald danach in die innere Emigration getriebene Heinrich Strobel die Herausgabe, dem 1934 Ernst Laaff mit einem als Neues Musikblatt bezeichneten Nachfolgeprojekt folgte. 1943 wurde dieses mit den noch verbliebenen deutschen Musikzeitschriften zu Musik im Kriege zwangsvereinigt.
Ab November 1946 erschien Melos erneut, zunächst wieder unter Herausgeberschaft von Heinrich Strobel, später derjenigen von Gerth-Wolfgang Baruch. Seit 1972 erschien die Zeitschrift nur noch zweimonatlich. 1975 bis 1979 wurde Melos aus wirtschaftlichen Gründen unter dem Titel Melos/NZ für Musik mit der Neuen Zeitschrift für Musik zusammengelegt, verantwortet von Carl Dahlhaus, Hans Oesch, Ernst Thomas und Otto Tomek.
1984 kam es auf Initiative von Wilhelm Killmayer, Siegfried Mauser und Wolfgang Rihm zu einer Wiederbelebung von Melos. Das nunmehr vierteljährliche Erscheinen wurde 1988 – wiederum aus wirtschaftlichen Gründen – beendet. 1992 erschien noch ein Melos-Jahrbuch Klaviermusik.